# Elettrotreno ETR 452
Gli elettrotreni ETR 452 sono treni della serie Civity costruiti dalla Construcciones y Auxiliar de Ferrocarriles (CAF) per la Ferrotramviaria.
Si tratta di elettrotreni alimentati tramite linea aerea (3kV a corrente continua), composti da quattro casse che poggiano su un totale di cinque carrelli di cui i due alle estremità sono motorizzati.

## 2013: Primo ordine
Il 22 gennaio 2013 sono stati ordinati 2 esemplari a 4 casse, con opzione per altri 2, dalla società Ferrotramviaria (FT) di Bari, per servizi sulle proprie linee sociali. Entrambi i treni previsti da contratto vennero consegnati nel settembre 2014 con due differenti trasferimenti via ferrovia.

## 2014: Opzione e nuovo ordine
Se i primi due treni sono stati consegnati a settembre 2014, la Ferrotramviaria con un atto già del 29 luglio 2014 ha esercitato il diritto d'opzione, conformemente a quanto previsto dal bando iniziale e relativo contratto del 2013, acquistando due ulteriori elettrotreni aventi le medesime caratteristiche tecniche. Poiché l'azienda ha necessità di incrementare il proprio parco rotabili da destinare all'esercizio sulla linea rete sociale, in vista della dismissione dei rotabili più datati, effettua un nuovo ordine di un ulteriore treno il 14 novembre 2014. Questi ulteriori tre treni hanno consegna prevista nel corso del 2015.

## Utilizzo
I convogli sono entrati in servizio il 18 dicembre 2014 e vengono utilizzati da Ferrotramviaria sulla propria linea sociale Ferrovie del Nord Barese È previsto, inoltre, un loro futuro utilizzo da parte della stessa azienda sulle linee ferroviarie di RFI ricadenti nella Regione Puglia per poter effettuare collegamenti diretti con l'Aeroporto Karol Wojtyła di Bari.

## Galleria d'immagini

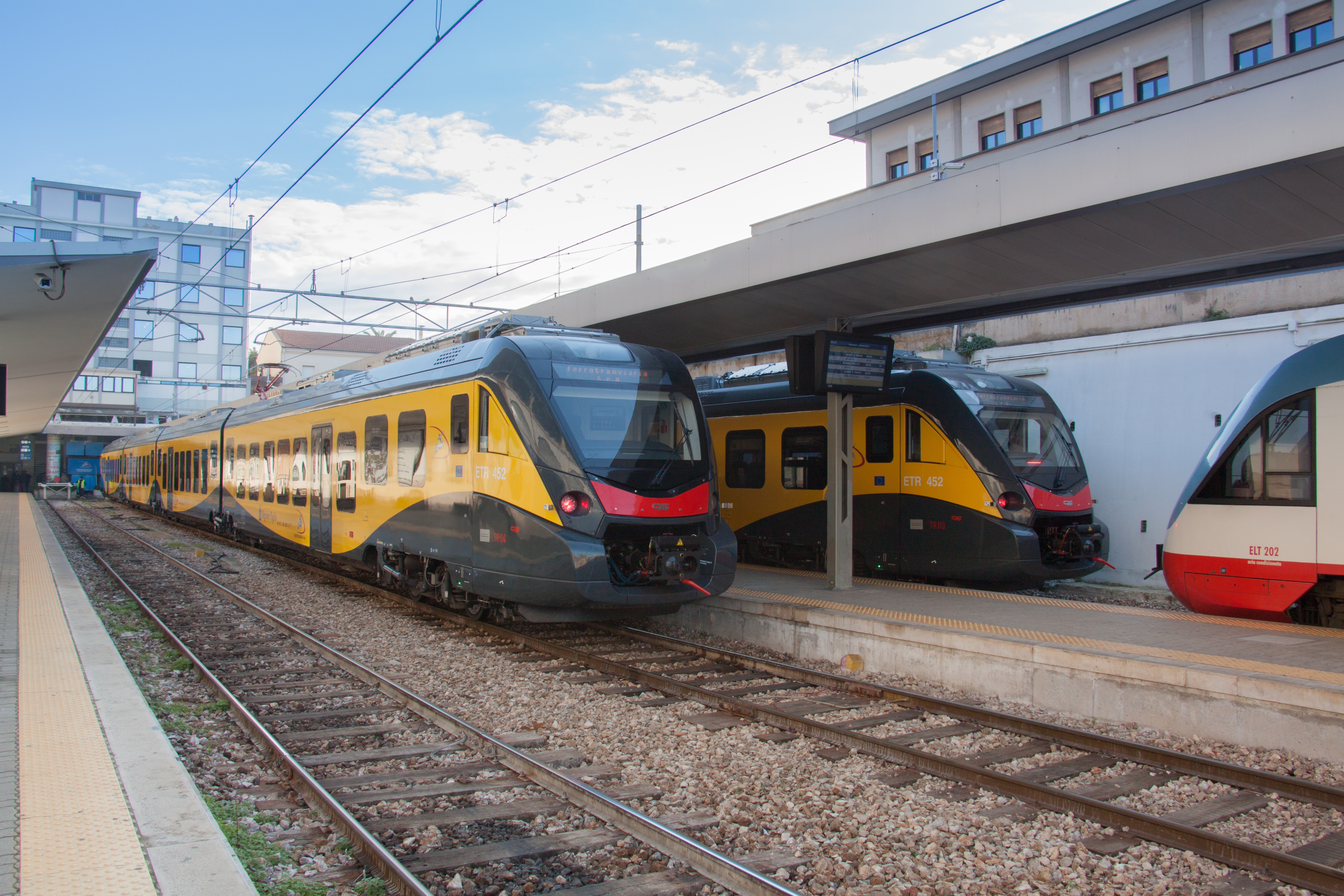
Civity in sosta a Bari
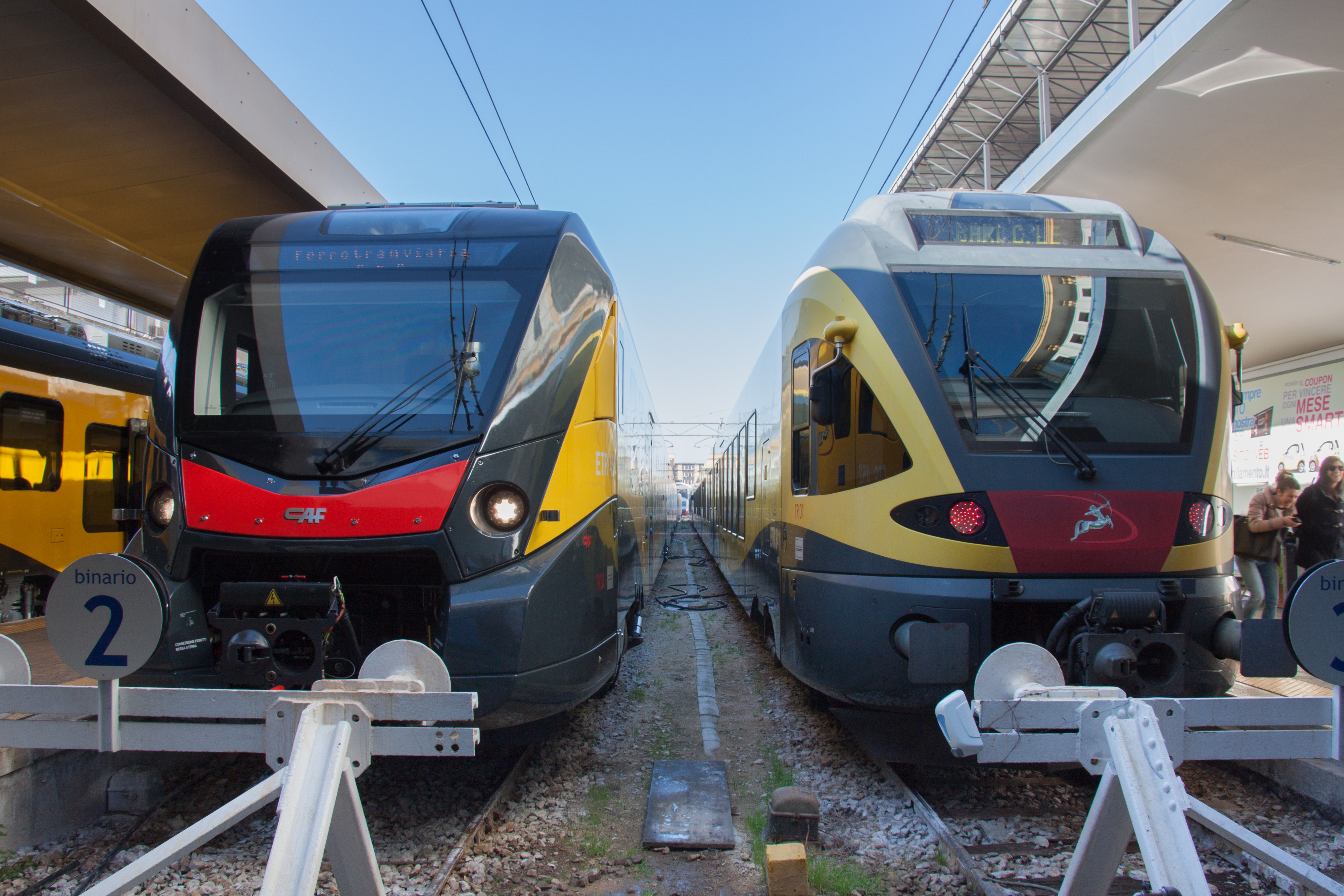
Civity a fianco al FLIRT